# 之江新軍
之江新軍（しこうしんぐん、簡体字：之江新军）は、習近平党中央委員会総書記がかつて地方紙に連載していた政見コラムの支持者となった浙江省縁故の下僚のうち、その後要職に就いた政治関係者のこと。一種の派閥のようにみなされている。
いろいろと解釈もされ、南京系とも称される福建省・浙江省・上海市を管轄に含む中国人民解放軍南京軍区などの軍歴における軍人などが足されたり、「旧部」とも称される浙江省はもちろんのこと河北省・福建省・上海市での同僚・下僚などが加わったり、さらには、それらの他に「同郷」「同学」あるいは旧識(旧くからの識りあいの意)とも称される、生まれ育った北京市や籍貫（本籍）であり父習仲勲ゆかりの地で下放の地でもある陝西省での係わりを持つ者、卒業大学である清華大学での関係者などを含んだものとなるが、そのときにはこの中にまだ駆け出し時分であった河北省での同輩などを「旧識」に算することがある。

之江新軍は本来的に習との直の関わりをもつ縁故者だけを指すものであるが、範疇の拡大に伴いその有無が不明な者も対象とされることがある。

之江新軍にならったものか、前任地福建省におけるかつての部下を表す閩江旧部（びんこうきゅうぶ）や後任地上海市におけるかつての部下を表す浦江旧部（ほこうきゅうぶ）という表現も生まれている。それに応じて浙江省縁故者を抜き出して「浙江旧部」と称することもある。

また、之江新軍に伍して、「同郷」とはニュアンスを異にする、陝西幇の系譜を引く陝軍と称する勢力も見出されている。

それから、2007年習が着任した中央党校の幹部らによる党校軍。従前よりあった学閥とは全く異なる、習の清華大学での旧識である陳希が影響力を有する大学関係者からなる清華軍(清華系)というのも認められている。

一部の識者やメディアにおいては「之江派」と意訳し呼称しているものもある。

時系列では、以下の通りとなる。

旧識→閩江旧部→之江新軍→浦江旧部

南京系は、旧識を除く期間に対応している。

## 之江新軍
習近平は2002年10月からの副省長・代理省長の時期を含め翌年2月の省書記昇任以降2007年3月の上海市書記転任までの約5年半を浙江省で過ごした。

『浙江日報』に2003年2月25日から2007年3月25日まで掲載された第1面コラム「之江新語」において、当時浙江省書記であった習近平は常に自らの経済・社会・文化・党建設・法治・改革・反腐敗などに関する政見を披歴していた。これらは2007年5月には＜哲欣＞の筆名で『之江新語』として書籍化もされている。当時習氏の指揮監督下にあった党と人民政府幹部のうちの一部、舒国増、夏宝竜、陳敏爾、李強、鍾紹軍、黄坤明、陳徳栄、蔡奇、巴音朝魯（バヤンチョロー:モンゴル族）、楼陽生、応勇らが、浙江省における「之江新語」の最初の読者であり実践者であり受益者であったとされる。習の政界中央での出世に付き随うかのように顕著な昇進をとげ習総書記が重用している彼ら11名のことを、香港の大公網の馬浩亮が2014年12月28日付記事でその存在を指摘し、「之江新語」をもじってか「之江新軍」と命名したことが、広く世間の関心を呼んだ。残念なことに記事の内容が政治の機微に触れたため、すぐに原文および大陸サイトで転載された文章は削除されてしまった。にもかかわらず、「之江新軍」は、最高指導者層に次ぐ党・国家機関における中央・地方機関の要職への絶妙な配置など習近平総書記を支持する人的資源の分析上の優れた着眼点を評価され識者やメディアが活用する概念となっている。なお、大公網原文には 党浙江省常務委員兼党寧波市委員会書記として習の下僚であった黄興国に関して記述がなかったが、別記事には記載されていたため下記の表には加えてある。

之江とは、浙江省最大の河川である銭塘江のことであり、省名由来の浙江もまた、蛇行が多く折れ曲がりくねった銭塘江の異名である。

### 之江新軍一覧表＜出生順＞敬称略
| 氏名 (簡体字)     | 生年月        | 習氏の浙江省離任時の役職 2007年3月                                   | 「之江新軍」初出時の役職 2014年12月                                                              | 現在の役職 2016年7月 |
| ----------------- | ------------- | -------------------------------------------------------------------- | ------------------------------------------------------------------------------------------------ | -------------------- |
| 夏宝竜 夏宝龙     | 1952年12月    | 党浙江省委員会副書記、16期中央候補委員                               | 党浙江省委員会書記、18期中央委員                                                                 | 現職                 |
| 黄興国 黄兴国     | 1954年10月    | 党浙江省常務委員 党寧波市委員会書記、16期中央候補委員                | 党天津市委員会代理書記、18期中央委員                                                             | 現職                 |
| 巴音朝魯 巴音朝鲁 | 1955年10月    | 党寧波市委員会書記 浙江省副省長                                      | 党吉林省委員会書記、18期中央委員                                                                 | 現職                 |
| 蔡奇              | 1955年12月    | 党台州市委員会書記                                                   | 党中央国家安全委員会(zh)弁公室専職副主任                                                         | 現職                 |
| 舒国増 舒国增     | 1956年8月     | 党浙江省委員会弁公庁副主任                                           | 党中央財経領導小組(zh)弁公室副主任                                                               | 現職                 |
| 黄坤明            | 1956年11月    | 党嘉興市委員会書記                                                   | 党中央宣伝部常務副部長 党中央精神文明建設指導委員会弁公室主任 18期中央候補委員                   | 現職                 |
| 応勇 应勇         | 1957年11月    | 党浙江省紀律検査委員会副書記 浙江省高級人民法院院長 浙江省監察庁庁長 | 党上海市委員会専職副書記・浦東幹部学院副理事長・第一副院長、18期党大会代表                       | 現職                 |
| 李強 李强         | 1959年7月     | 党浙江省委員会常務委員・秘書長                                       | 党浙江省省長、18期中央候補委員                                                                   | 党江蘇省委員会書記   |
| 楼陽生 楼阳生     | 1959年10月    | 党麗水市委員会書記                                                   | 党山西省委員会専職副書記                                                                         | 現職                 |
| 陳敏爾 陳敏尔     | 1960年9月     | 党浙江省委員会常務委員・宣伝部長                                     | 党貴州省委員会専職副書記 貴州省省長、18期中央委員                                                | 党貴州省委員会書記   |
| 陳徳栄 陈德荣     | 1961年3月     | 嘉興市市長                                                           | 国有企業宝鋼集団有限公司総経理                                                                   | 現職                 |
| 鍾紹軍 钟绍军     | 不明 1968年？ | 党浙江省委員会組織部副部長                                           | 党中央軍事委員会弁公庁副主任 党中央軍事委員会主席習近平同志弁公室(zh)主任 中国人民解放軍上級大佐 | 現職？               |

## 之江新軍その後
反響が大きかったがゆえ記述したような現象も起きたなか、浙江省に縁故がある政治関係者を新たな之江新軍の一員とすることも進んだ。それが、慎海雄、董雲虎、劉奇、徐令義、胡和平、龔正、施克輝、陳一新、鍾山、孟慶豊である。1998年から2012年まで新華社の浙江上海の両分社に在籍で記者だった1967年4月生まれの慎海雄。2012年には新華社の副総編集長、2014年には新華社の副社長、2015年には広東省の党常務委員兼宣伝部長。ついたあだ名が「習の専用記者」。董雲虎は慎氏と同時の年8月6日同日に異動が発布されたので注目された。籍貫出生ともに浙江省、卒業したのが杭州大学(現:浙江大学)という出自・学歴。中央党校→党対外宣伝弁公室という党中央での勤務が2011年チベット自治区の、2015年上海市の党常務委員会委員・宣伝部部長と地方へと移っている。浙江省での官員の経歴はない。東京大学留学と日本企業勤務の経験のある胡和平は、その1995年96年の両年を除き、1980年入学・86年の卒業から2013年の浙江省の党常務委員・組織部長就任までの間、ずっと清華大学一筋である。修士課程、大学教員、共青団、校務、校内党組織などで経験・実績を重ね、清華大学の党委員会の書記、副校長に至っている。ちなみに習氏の工農兵学生での在学期間は75年から79年。博士課程が福建省時期の98年から2002年である。ある研究者は清華大学系人脈としている。その後2015年には陝西省に専職副書記で入り翌年には省長に任命されている。龔正は中華人民共和国の税関である中華人民共和国海関総署の出身で、習の浙江省在任期間に相当する時期は深圳海関関長や海関総署副署長を務めている。習氏とすれ違いの2008年から2015年までの間の浙江省の党委員会常務委員や副省長や杭州市党委員会党書記など歴任その後2015年8月からは山東省に移って、副書記、党校校長を務めている。徐令義は2008年にすでに党浙江省委員会秘書長、省政府の信訪局局長から国家信訪局副局長に異動していたためか見落とされていた。1978年の中学教師から永年浙江省一筋の典型的な地方官員だ。2005年着任で2008年中央へ栄転。さらに2014年2月には中央精神文明建設指導委員会弁公室の専職副主任に転任していることが明らかになる。驚くことに2015年3月末には 中央紀律検査委員会にいつ移ったのか時期不明だが中央弁公庁駐在の紀検組組長に任命されている。
もう一人は施克輝だ。2015年7月の王岐山書記の陝西省への「調研」(視察)の折の座談会を放映したテレビに映ったことが切っ掛けで「神秘人物」と話題に上った人物で、調べてみたら浙江省の党委副秘書長(正庁長級)を務めていたのが分かったという次第。さらに調べてみたら、中央紀律検査委員会の中央第一巡視組副組長であると判明。5月の浙江省調研でも座談会のテレビに見切れてたことも分かったという。

他に埋もれている人材があるやもしれない。

### 之江新軍その後一覧表＜出生順＞
| 氏名 (簡体字) | 生年月     | 習氏の浙江省離任時の役職 2007年3月                                      | 「之江新軍」初出時の役職 2014年12月          | 現在の役職 2016年7月                                                                            |
| ------------- | ---------- | ----------------------------------------------------------------------- | -------------------------------------------- | ----------------------------------------------------------------------------------------------- |
| 陳一新 陈一新 | 1954年10月 | 党浙江省委員会秘書長 党浙江省委員会政策研究室主任                       | 党浙江省委員会常務委 党温州市委員会書記      | 党中央全面深化改革領導小組(zh)弁公室専職副主任                                                  |
| 鍾山 钟山     | 1955年10月 | 浙江省副省長                                                            | 商務部国際貿易交渉代表（正部長級）兼副部長   | 現職                                                                                            |
| 孟慶豊 孟庆丰 | 1957年6月  | 浙江省公安庁党委委員、副庁長                                            | 公安部党委委員、部長補佐                     | 公安部副部長、党委委員、 副総警監                                                               |
| 劉奇 刘奇     | 1957年9月  | 党温州市委副書記 温州市市長 浙江省発展改革委員会主任                    | 党浙江省委員会常務委員 党寧波市委員会書記    | 党江西省委員会副書記 江西省党組書記・代省長 →党組書記・省長・井岡山幹部学院副理事長・第一副院長 |
| 徐令義 徐令义 | 1958年4月  | 党浙江省委副秘書長、 浙江省信訪局長                                     | 党中央精神文明指導委員会(zh)弁公室専職副主任 | 党中央紀律検査委員会駐中央弁公庁紀検組組長                                                      |
| 龔正          | 1960年3月  | 海関総署副署長・党組成員、 海関副総監                                   | 党浙江省委員会常務委員・ 党杭州市委員会書記  | 党山東省委員会専職副書記・ 党校校長                                                             |
| 施克輝 施克辉 | 1961年7月  | 副庁長級秘書、党委弁公庁副主任等あるが時期不明                          | 党浙江省委員会副秘書長(正庁長級)             | 党中央紀律検査委員会中央第一巡視組副組長                                                        |
| 胡和平        | 1962年10月 | 清華大学党常務副書記・副校長                                            | 党浙江省委常務委員・ 組織部部長              | 党陝西省省長・ 第12期全人代代表、延安幹部学院副理事長・第一副院長                               |
| 董雲虎 董云虎 | 1962年11月 | 党対外宣伝弁公室(国務院新聞弁公室)七局局長 中国人権研究会副会長・秘書長 | 党チベット自治区委常務委員・宣伝部部長       | 党上海市委常務委員・ 宣伝部部長                                                                 |
| 慎海雄        | 1967年4月  | 新華社浙江分社か上海分社記者                                            | 新華社副社長                                 | 党広東省委常務委員・ 宣伝部部長                                                                 |